# Andrena lauracea
Andrena lauracea är en biart som beskrevs av Robertson 1897. Andrena lauracea ingår i släktet sandbin, och familjen grävbin. Inga underarter finns listade i Catalogue of Life.

## Bildgalleri

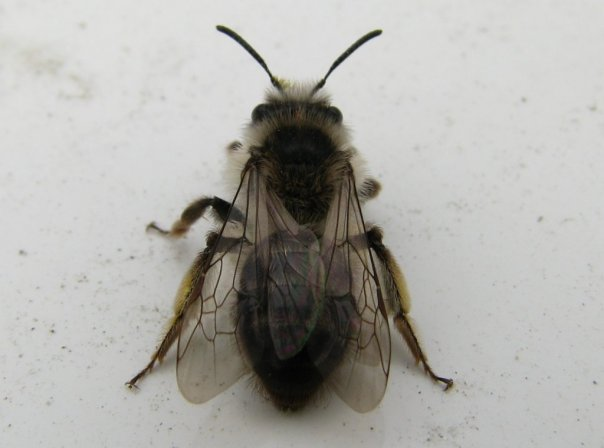
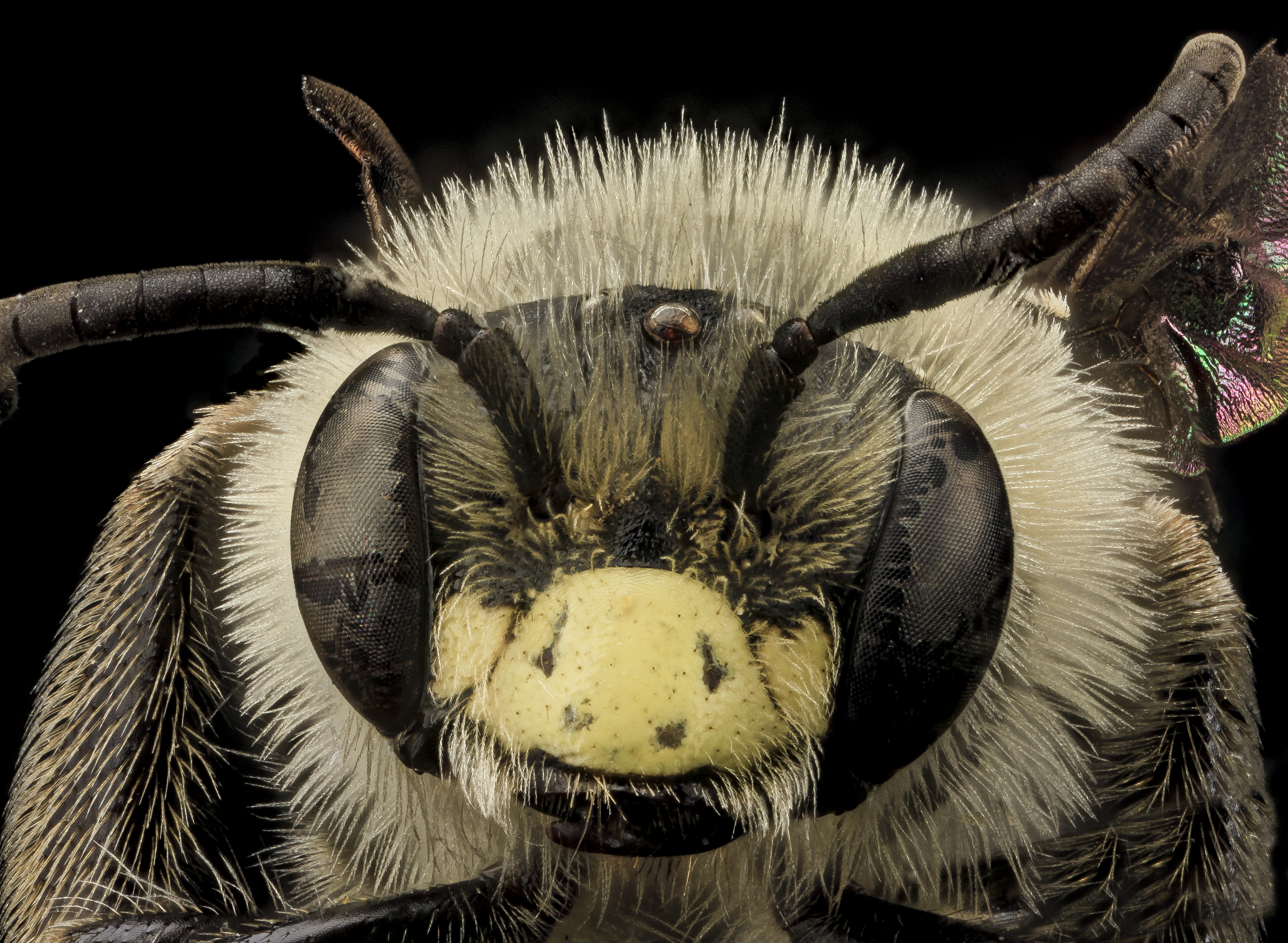
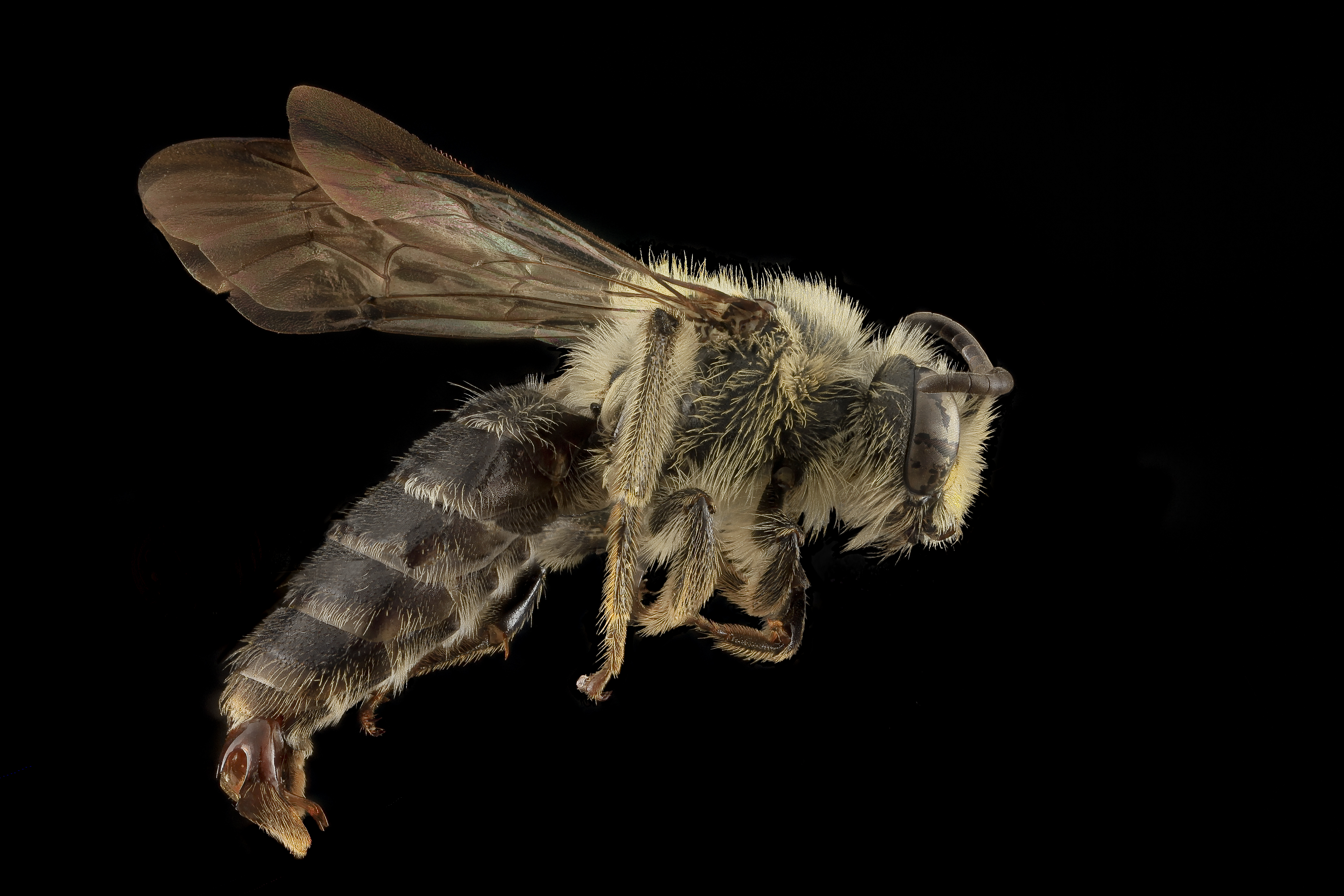
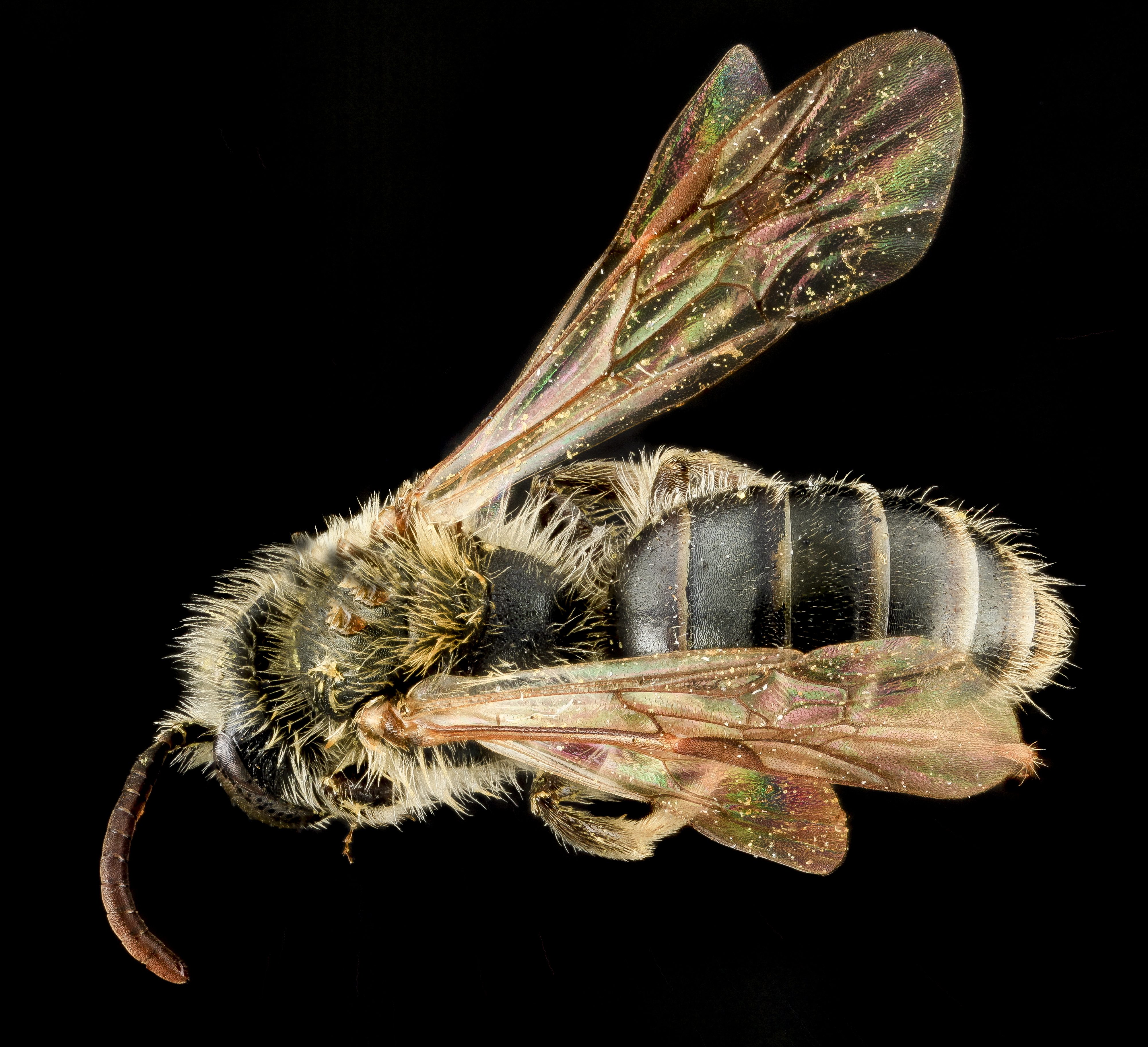